# Julio César Enciso
Julio César Enciso Ferreira (Capiatá, 5 de agosto de 1974) é um ex-futebolista profissional paraguaio que atuava como volante.

## Carreira
Jogou em 3 clubes do Paraguai e no Internacional do Brasil. 

## Seleção
Pela Seleção Paraguaia na Copa do Mundo de 1998, em 3 Copa América e nas Olimpíadas de 2004 onde conquistou a medalha de prata, como um jogador acima dos 23 anos.

## Títulos
- Cerro Porteño
  -  Liga Paraguaia: 1994
- Internacional
  -  Campeonato Gaúcho: 1997
- Olimpia Asunción
  -   Copa Libertadores da América: 2002
  -  Recopa Sul-Americana: 2003
- Paraguai
  -  Medalha de Prata nas Olimpíadas de 2004